# Kemalism

Kemalismens sex principer återges som sex pilar på det av Mustafa Kemal grundade partiet CHP:s partisymbol.

Kemalism är en uppsättning idéer med utgångspunkt i Mustafa Kemal Atatürks tankar och politiska idéprogram för Turkiet. Idéerna kretsar kring sex principer som fastställdes 1931: nationalism, sekularism, republikanism, revolutionism, etatism och populism. Kemalism saknar en tydlig kärna och idéerna bör inte ses som en sammanhängande ideologi, utan snarare en sammanfattning av den politik som Mustafa Kemal och hans närmsta anhängare förespråkade och som Kemal även gett namn åt.
Kemalism uppstod ur de utmaningar som Atatürk med politiska allierade mötte i deras strävan efter att förvandla Turkiet från imperium till republik. För att ersätta islam som den idé som höll ihop landet föreslogs kemalism som alternativ. Syftet var både att bryta med traditioner från Osmanska riket och en tanke om att Turkiet skulle uppnå en ny storhetstid och göra landet till en jämlike med de europeiska stormakterna.